# Marit Berger Røsland
Marit Berger Røsland (Lørenskog, 21 september 1978) is een Noors advocaat en politica van de partij Høyre. Van oktober 2017 tot januari 2018 was zij minister voor Europese Zaken in het kabinet-Solberg.

## Biografie
Berger Røsland werd geboren in Lørenskog in de provincie Akershus. Ze studeerde rechten aan de Universiteit van Oslo, waar ze in 2006 haar doctoraal haalde. Tussen 2006 en 2014 was ze werkzaam als advocaat in Oslo.
Al tijdens haar studie was Berger Røsland politiek actief. In 1997 werd ze voor Høyre gekozen in de provincieraad van Akershus en in 2003 in de gemeenteraad van Oslo. In 2014 werd ze staatssecretaris binnen het kantoor van de minister-president (destijds Erna Solberg). Na de verkiezingen van 2017 werd ze in het kabinet-Solberg aangesteld als minister voor Europese Zaken. Toen de partij Venstre in januari 2018 toetrad tot het kabinet, was Berger Røsland een van de vier ministers die haar portefeuille verloor.